# NGC 3191
NGC 3191 = NGC 3192 ist eine Balken-Spiralgalaxie vom Hubble-Typ SBbc/P im Sternbild Großer Bär. Sie ist rund 411 Millionen Lichtjahre von der Milchstraße entfernt.
Das Objekt wurde am 5. Februar 1788 von Wilhelm Herschel entdeckt.